# UGT1A10
UDP-glukuronoziltransferaza 1-10 je enzim koji je kod ljudi kodiran genom UGT1A10.

## Interaktivna mapa putanja
Kliknite na gene, proteine i metabolite u nastavku za veze s odgovarajućim člancima. 
1. ↑  The interactive pathway map can be edited at WikiPathways: „IrinotecanPathway_WP46359”.

## Literatura
- Tukey RH, Strassburg CP (2000). „Human UDP-glucuronosyltransferases: metabolism, expression, and disease”. Annu. Rev. Pharmacol. Toxicol. 40: 581—616. PMID 10836148. doi:10.1146/annurev.pharmtox.40.1.581.
- Tukey RH, Strassburg CP (2001). „Genetic multiplicity of the human UDP-glucuronosyltransferases and regulation in the gastrointestinal tract”. Mol. Pharmacol. 59 (3): 405—14. PMID 11179432. S2CID 21500183. doi:10.1124/mol.59.3.405.
- King CD, Rios GR, Green MD, Tephly TR (2001). „UDP-glucuronosyltransferases”. Curr. Drug Metab. 1 (2): 143—61. PMID 11465080. doi:10.2174/1389200003339171.
- Harding D, Jeremiah SJ, Povey S, Burchell B (1990). „Chromosomal mapping of a human phenol UDP-glucuronosyltransferase, GNT1”. Ann. Hum. Genet. 54 (Pt 1): 17—21. PMID 2108603. S2CID 35661967. doi:10.1111/j.1469-1809.1990.tb00356.x.
- van Es HH; Bout A; Liu J;  . (1993). „Assignment of the human UDP glucuronosyltransferase gene (UGT1A1) to chromosome region 2q37”. Cytogenet. Cell Genet. 63 (2): 114—6. PMID 8467709. doi:10.1159/000133513.
- Strassburg CP, Oldhafer K, Manns MP, Tukey RH (1997). „Differential expression of the UGT1A locus in human liver, biliary, and gastric tissue: identification of UGT1A7 and UGT1A10 transcripts in extrahepatic tissue”. Mol. Pharmacol. 52 (2): 212—20. PMID 9271343. S2CID 37098463. doi:10.1124/mol.52.2.212.
- Mojarrabi B, Mackenzie PI (1998). „Characterization of two UDP glucuronosyltransferases that are predominantly expressed in human colon”. Biochem. Biophys. Res. Commun. 247 (3): 704—9. PMID 9647757. doi:10.1006/bbrc.1998.8843.
- Strassburg CP; Strassburg A; Nguyen N;  . (1999). „Regulation and function of family 1 and family 2 UDP-glucuronosyltransferase genes (UGT1A, UGT2B) in human oesophagus”. Biochem. J. 338 (2): 489—98. PMC 1220077 . PMID 10024527. doi:10.1042/0264-6021:3380489.
- Cheng Z, Radominska-Pandya A, Tephly TR (1999). „Studies on the substrate specificity of human intestinal UDP- lucuronosyltransferases 1A8 and 1A10”. Drug Metab. Dispos. 27 (10): 1165—70. PMID 10497143.
- Strassburg CP; Kneip S; Topp J;  . (2000). „Polymorphic gene regulation and interindividual variation of UDP-glucuronosyltransferase activity in human small intestine”. J. Biol. Chem. 275 (46): 36164—71. PMID 10748067. doi:10.1074/jbc.M002180200 .
- Gong QH; Cho JW; Huang T;  . (2001). „Thirteen UDPglucuronosyltransferase genes are encoded at the human UGT1 gene complex locus”. Pharmacogenetics. 11 (4): 357—68. PMID 11434514. doi:10.1097/00008571-200106000-00011.
- Zheng Z, Fang JL, Lazarus P (2002). „Glucuronidation: an important mechanism for detoxification of benzo[a]pyrene metabolites in aerodigestive tract tissues”. Drug Metab. Dispos. 30 (4): 397—403. PMID 11901093. doi:10.1124/dmd.30.4.397.
- Strausberg RL; Feingold EA; Grouse LH;  . (2003). „Generation and initial analysis of more than 15,000 full-length human and mouse cDNA sequences”. Proc. Natl. Acad. Sci. U.S.A. 99 (26): 16899—903. Bibcode:2002PNAS...9916899M. PMC 139241 . PMID 12477932. doi:10.1073/pnas.242603899 .
- Jinno H; Saeki M; Tanaka-Kagawa T;  . (2003). „Functional characterization of wild-type and variant (T202I and M59I) human UDP-glucuronosyltransferase 1A10”. Drug Metab. Dispos. 31 (5): 528—32. PMID 12695339. doi:10.1124/dmd.31.5.528.